# Brad Smulders
Pour les articles homonymes, voir Smulders.
Brad Smulders (né le 8 décembre 1983 à Sarnia, dans la province de l'Ontario au Canada) est un joueur professionnel canadien de hockey sur glace et néerlandais.

## Carrière de joueur
Joueur canadien d'origine néerlandaise, il alla jouer aux Pays-Bas après sa carrière junior passée au Canada. Entre 2004 et 2011, il a évolué pour quatre clubs différents dans l'Eredivisie. Il représenta aussi son second pays à deux reprises lors du Championnat du monde de hockey sur glace.
Il joua aussi à l'été 2009 dans le championnat australien où il fut dominant en récoltant 76 points en seulement 22 parties. La saison 2011-12 marque son retour dans le hockey nord-américain alors qu'il s'aligne avec les IceMen d'Evansville de la Ligue centrale de hockey.

## Statistiques en carrière

### En club
| Saison            | Équipe                     | Ligue             |     | Saison régulière | Saison régulière | Saison régulière | Saison régulière | Saison régulière |    | Séries éliminatoires | Séries éliminatoires | Séries éliminatoires | Séries éliminatoires | Séries éliminatoires |
| Saison            | Équipe                     | Ligue             | PJ  | B                | A                | Pts              | Pun              | PJ               | B  | A                    | Pts                  | Pun                  |                      |                      |
| 2001-2002         | Blast de Sarnia            | WOJHL[Quoi ?]     | 42  | 23               | 47               | 70               | -                | -                | -  | -                    | -                    | -                    |                      |                      |
| 2001-2002         | Sting de Sarnia            | LHO               | 17  | 0                | 2                | 2                | 2                | -                | -  | -                    | -                    | -                    |                      |                      |
| 2002-2003         | Blast de Sarnia            | WOJHL             | 65  | 27               | 51               | 78               | -                | -                | -  | -                    | -                    | -                    |                      |                      |
| 2003-2004         | Nationals de London        | WOJHL             | 62  | 27               | 36               | 63               | 16               | -                | -  | -                    | -                    | -                    |                      |                      |
| 2004-2005         | Smoke Eaters Geleen        | Eredivisie        | 35  | 26               | 18               | 44               | 10               | 4                | 2  | 2                    | 4                    | 2                    |                      |                      |
| 2005-2006         | Smoke Eaters Geleen        | Eredivisie        | 38  | 18               | 21               | 39               | 12               | 9                | 4  | 4                    | 8                    | 2                    |                      |                      |
| 2006-2007         | Heerenveen Flyers          | Eredivisie        | 43  | 20               | 34               | 54               | 8                | 3                | 2  | 2                    | 4                    | 2                    |                      |                      |
| 2007-2008         | Amstel Tijgers Amsterdam   | Eredivisie        | 37  | 25               | 30               | 55               | 20               | -                | -  | -                    | -                    | -                    |                      |                      |
| 2008-2009         | Nijmegen Devils            | Eredivisie        | 34  | 17               | 35               | 52               | 12               | 8                | 0  | 6                    | 6                    | 2                    |                      |                      |
| 2009              | Blue Tongues de Gold Coast | AIHL              | 22  | 33               | 43               | 76               | 8                | 1                | 1  | 2                    | 3                    | 0                    |                      |                      |
| 2009-2010         | Nijmegen Devils            | Eredivisie        | 46  | 26               | 25               | 51               | 20               | 8                | 2  | 5                    | 7                    | 0                    |                      |                      |
| 2010-2011         | Smoke Eaters Geleen        | Eredivisie        | 41  | 13               | 30               | 43               | 12               | 5                | 2  | 1                    | 3                    | 2                    |                      |                      |
| 2011-2012         | 1000 Islands Privateers    | Ligue fédérale    | 48  | 34               | 54               | 88               | 14               | 5                | 3  | 9                    | 12                   | 0                    |                      |                      |
| Totaux Eredivisie | Totaux Eredivisie          | Totaux Eredivisie | 274 | 145              | 193              | 338              | 94               | 37               | 12 | 20                   | 32                   | 10                   |                      |                      |

### En équipe nationale
| Année | Équipe   | Compétition                 |   | PJ | B | A  | Pts | Pun         |  | Résultat |
| 2007  | Pays-Bas | Championnat du monde div. 1 | 5 | 6  | 5 | 11 | 0   | 5e position |  |          |
| 2008  | Pays-Bas | Championnat du monde div. 1 | 5 | 2  | 3 | 5  | 0   | 5e position |  |          |